# Neuroleon (Neuroleon) decoratus
Neuroleon (Neuroleon) decoratus is een insect uit de familie van de mierenleeuwen (Myrmeleontidae), die tot de orde netvleugeligen (Neuroptera) behoort. 
Neuroleon (Neuroleon) decoratus is voor het eerst wetenschappelijk beschreven door Handschin in 1936.